# I'm with You (альбом)
«I'm with You» — десятий студійний альбом американського гурту «Red Hot Chili Peppers». Випущений 26 серпня 2011 року.

## Обкладинка і назва
В інтерв'ю журналу Spin Чед Сміт каже, що дизайнер Демієн Герст розробить обкладинку альбому. 5 липня 2011 року Ентоні описав обкладинку, сказавши: «Це картинка. Мистецтво. Ікона. Ми не даємо чіткого пояснення їй, але вона відкрита для інтерпритації». 
22-х річна дочка Флі фотографувала гурт для промо фотографій альбому, і деякі її роботи увійшли в альбом. 
В червні 2011 року постери на вулицях і робот з логотипом гурту і 8/30/11 почали з'являтися в різних місцях по всьому Лос-Анджелесу.

## Список композицій
Автор музики і слів Ентоні Кідіс, Флі, Чед Сміт і Джош Клінгхоффер. 
| #     | Назва                                 | Тривалість |
| ----- | ------------------------------------- | ---------- |
| 1.    | «Monarchy of Roses»                   | 4:12       |
| 2.    | «Factory of Faith»                    | 4:20       |
| 3.    | «Brendan's Death Song»                | 5:38       |
| 4.    | «Ethiopia»                            | 3:50       |
| 5.    | «Annie Wants a Baby»                  | 3:40       |
| 6.    | «Look Around»                         | 3:28       |
| 7.    | «The Adventures of Rain Dance Maggie» | 4:42       |
| 8.    | «Did I Let You Know»                  | 4:21       |
| 9.    | «Goodbye Hooray»                      | 3:52       |
| 10.   | «Happiness Loves Company»             | 3:33       |
| 11.   | «Police Station»                      | 5:35       |
| 12.   | «Even You Brutus?»                    | 4:01       |
| 13.   | «Meet Me at the Corner»               | 4:21       |
| 14.   | «Dance, Dance, Dance»                 | 3:45       |
| 59:24 |                                       |            |

## Чарти
| Чарт (2011)                                   | Найвища позиція |
| --------------------------------------------- | --------------- |
| Argentina Albums Chart (CAPIF)                | 1               |
| Album Chart (ARIA)                            | 2               |
| Ultratop (Flanders)                           | 3               |
| Ultratop (Wallonia)                           | 2               |
| Brazil Albums Chart (ABPD)                    | 1               |
| Croatia International Albums Chart (HDU)      | 1               |
| Czech Republic Albums Chart (IFPI)            | 2               |
| Hitlisten (IFPI Danmark & Nielsen Music)      | 1               |
| Official List (IFPI Finland)                  | 1               |
| Mahasz                                        | 1               |
| Irish Albums Chart (IRMA)                     | 1               |
| FIMI                                          | 1               |
| Oricon (JASDAQ)                               | 2               |
| Gaon Chart (KMCIA)                            | 1               |
| Top 100 Albuma (AMPROFON)                     | 1               |
| Mega Albums Top 100 (GfK Benelux)             | 1               |
| New Zealand Albums Chart (RIANZ)              | 1               |
| VG-lista (Norwegian Broadcasting Corporation) | 6               |
| Music Chart (OLiS)                            | 1               |
| Slovenia TOP 30                               | 1               |
| Productores de Música de España (IFPI)        | 1               |
| Swiss Music Charts                            | 1               |
| UK Albums Chart (The Official Charts Company) | 1               |
| Billboard 200                                 | 2               |